# تولاگی
تولاگی (به لاتین: Tulagi) یک جزیره در جزایر سلیمان است که در استان مرکزی (جزایر سلیمان) واقع شده‌است.

## خصوصیات
تولاگی ۱٬۲۵۱ نفر جمعیت دارد.